# Leanid Sviryd
Leanid Sviryd (bělorusky Леанід Свірыд) nebo Leonid Svirid (rusky Леонид Свирид), (* 2. února 1967 v Minsku, Sovětský svaz) je bývalý sovětský a běloruský zápasník – sambista a judista.

## Sportovní kariéra
Sambu/judu se věnoval od 10 let v rodném Minsku pod vedením Semjona Gumanova. Po úspěších mezi juniory se mezi seniory prosadil až s přijetím Běloruska do IJF v roce 1993. Účastnil se dvou olympijských her, v roce 1996 na olympijských hrách v Atlantě i v roce 2000 na olympijských hrách v Sydney skončily jeho snahy v prvním kole. Vedle juda reprezentoval Bělorusko i v příbuzném sportu v sambu.

## Výsledky v judu

### Váhové kategorie
| Turnaj             | Sovětský svaz  | Sovětský svaz  | Sovětský svaz  | Sovětský svaz  | Sovětský svaz  | Bělorusko      | Bělorusko      | Bělorusko      | Bělorusko      | Bělorusko      | Bělorusko      | Bělorusko      | Bělorusko      | Bělorusko      | Bělorusko      |
| Turnaj             | 1987           | 1988           | 1989           | 1990           | 1991           | 1992           | 1993           | 1994           | 1995           | 1996           | 1997           | 1998           | 1999           | 2000           | 2001           |
| Turnaj             | 20             | 21             | 22             | 23             | 24             | 25             | 26             | 27             | 28             | 29             | 30             | 31             | 32             | 33             | 34             |
| Turnaj             | polotěžká váha | polotěžká váha | polotěžká váha | polotěžká váha | polotěžká váha | polotěžká váha | polotěžká váha | polotěžká váha | polotěžká váha | polotěžká váha | polotěžká váha | polotěžká váha | polotěžká váha | polotěžká váha | polotěžká váha |
| ------------------ | -------------- | -------------- | -------------- | -------------- | -------------- | -------------- | -------------- | -------------- | -------------- | -------------- | -------------- | -------------- | -------------- | -------------- | -------------- |
| Olympijské hry     |                | —              |                |                |                | —              |                |                |                | úč.            |                |                |                | úč.            |                |
| Mistrovství světa  | —              |                | —              |                | —              |                | úč.            |                | —              |                | —              |                | 7.             |                | —              |
| Mistrovství Evropy | —              | —              | —              | —              | —              | —              | 3.             | 5.             | úč.            | 5.             | —              | úč.            | —              | —              | —              |
| ME juniorů         | 2.             |                |                |                |                |                |                |                |                |                |                |                |                |                |                |

### Bez rozdílu vah
| Turnaj             | 1987 | 1988 | 1989 | 1990 | 1991 | 1992 | 1993 | 1994 | 1995 | 1996 | 1997 | 1998 | 1999 | 2000 | 2001 |
| Turnaj             | 20   | 21   | 22   | 23   | 24   | 25   | 26   | 27   | 28   | 29   | 30   | 31   | 32   | 33   | 34   |
| ------------------ | ---- | ---- | ---- | ---- | ---- | ---- | ---- | ---- | ---- | ---- | ---- | ---- | ---- | ---- | ---- |
| Mistrovství světa  | —    |      | —    |      | —    |      | —    |      | —    |      | úč.  |      | —    |      | —    |
| Mistrovství Evropy | —    | —    | —    | —    | —    | —    | —    | —    | —    | —    | 7.   | —    | —    | úč.  | úč.  |